# Bohuš Víger
Bohuš Víger (17. prosince 1961 – 18. února 2013, Praha) byl československý fotbalista, záložník. Po skončení aktivní kariéry pracoval jako hráčský agent.

## Fotbalová kariéra
V lize hrál za Slovan Bratislava, Duklu Praha, Slavii Praha, Bohemians Praha a Švarc Benešov. Za mládežnickou reprezentaci Československa nastoupil v 29 utkáních a dal 3 góly. V nejvyšší soutěži nastoupil v 230 (229) utkáních a dal 5 gólů.

## Ligová bilance
| Ročník                                   | Zápasy | Góly | Klub              |
| ---------------------------------------- | ------ | ---- | ----------------- |
| 1. československá fotbalová liga 1979/80 | 7      | 0    | Slovan Bratislava |
| 1. československá fotbalová liga 1980/81 | 14     | 0    | Slovan Bratislava |
| 1. československá fotbalová liga 1981/82 | 19     | 1    | Slovan Bratislava |
| 1. československá fotbalová liga 1982/83 | 21     | 0    | Slovan Bratislava |
| 1. československá fotbalová liga 1983/84 | 20     | 0    | Dukla Praha       |
| 1. československá fotbalová liga 1984/85 | 6      | 0    | Dukla Praha       |
| 1. československá fotbalová liga 1985/86 | 21     | 1    | Slavia Praha      |
| 1. československá fotbalová liga 1986/87 | 25     | 2    | Slavia Praha      |
| 1. československá fotbalová liga 1987/88 | 25     | 0    | Slavia Praha      |
| 1. československá fotbalová liga 1988/89 | 20     | 0    | Slavia Praha      |
| 1. československá fotbalová liga 1989/90 | 7      | 1    | Slavia Praha      |
| 1. československá fotbalová liga 1990/91 | 14     | 0    | BohemiansPraha    |
| 1. československá fotbalová liga 1991/92 | 17     | 0    | BohemiansPraha    |
| 1. česká fotbalová liga 1994/95          | 14     | 0    | FK Švarc Benešov  |
| CELKEM                                   | 230    | 5    |                   |